# 恋のゆくえ/ファビュラス・ベイカー・ボーイズ
『恋のゆくえ/ファビュラス・ベイカー・ボーイズ』（The Fabulous Baker Boys）は、1989年のアメリカ映画。

## あらすじ
お呼びのかかるラウンジの格の下落と、客層の質の低下を嘆くピアニスト兄弟が、女性ボーカリストを迎え入れることを決意した。オーディションした結果、ある蓮っ葉な女が選出された。女は、歌は上手いがショービジネスについては何も知らない。初日から衣装・靴の選び直しをするはめになるが、だんだんとこの三人は人気を博してくる。次第に発言力を増す女と、明らかに彼女に惹かれている弟。結託し天狗になった二人は「『フィーリング』は陳腐だから嫌だ」と言い、マネジメント担当の兄は「でもウケルからやったほうがいい」と意見がズレてくる。そして女にヘッドハンティングがかかってユニットを離れ、兄弟は再び二人でのステージ仕事を探し始めるが、弟は、毎晩同じ曲を同じように弾く生活に、もはや耐えられなくなっていた。弟の気持ちを受け入れた兄は、子供の頃に楽しんで弾いた陽気な曲をデュエットで奏で、演奏生活に別れを告げた。

## キャスト
| 役名                   | 俳優                   | 日本語吹き替え      | 日本語吹き替え  | 日本語吹き替え               | 日本語吹き替え      |
| 役名                   | 俳優                   | DVD・BD版           | VHS版           | テレビ東京版                 | 機内上映版          |
| ---------------------- | ---------------------- | ------------------- | --------------- | ---------------------------- | ------------------- |
| ジャック・ベイカー     | ジェフ・ブリッジス     | 相沢正輝            | 佐古雅誉        | 羽佐間道夫                   | 堀勝之祐            |
| スージー・ダイアモンド | ミシェル・ファイファー | 深見梨加            | MIE             | 藤田淑子                     | 小宮和枝            |
| フランク・ベイカー     | ボー・ブリッジス       | 佐々木勝彦          | 橋本功          | 富山敬                       | 羽佐間道夫          |
| ニーナ                 | エリー・ラーブ         | 幸田夏穂            | 藤枝成子        | 笠原弘子                     | 高田由美            |
| ロイド                 | ザンダー・バークレー   | 古澤徹              | 津田英三        | 千田光男                     | 納谷六朗            |
| モニカ・モラン         | ジェニファー・ティリー | 雨蘭咲木子          | 神代知衣        | 滝沢久美子                   | 安達忍              |
| チャーリー             | デイキン・マシューズ   | 青山穣              | 伊井篤史        | 上田敏也                     | 石森達幸            |
| レイ                   | ケン・ラーナー         | 成田剣              | 稲葉実          | 朝戸鉄也                     | 稲葉実              |
| ヘンリー               | アルバート・ホール     | 北川勝博            | 辻親八          | 田中信夫                     | 秋元羊介            |
| ヴィンス               | グレゴリー・イッツェン |                     | 田原アルノ      | 堀内賢雄                     | 納谷六朗            |
| テオ                   | トッド・ジェフリーズ   |                     |                 |                              | 小室正幸            |
| その他                 |                        | 樫井笙人 三輪夕里子 | 森一 さとうあい | 弘中くみ子 広瀬正志 伊倉一恵 | 松本保典 滝沢久美子 |

- テレビ東京版 - 初放送1992年3月19日 『木曜洋画劇場』
- 機内上映版 - スターチャンネルで2024年4月20日に放送。

## スタッフ
- 監督、脚本：スティーブ・クローブス
- 撮影：ミヒャエル・バルハウス

### 日本語吹替製作
| 役職           | DVD・BD版            | VHS版    | テレビ東京版                    | 機内上映版 |
| -------------- | -------------------- | -------- | ------------------------------- | ---------- |
| 演出           | 田島荘三             | 加藤敏   | 田島荘三                        | 加藤敏     |
| 翻訳           | 飯田公代             | 岩佐幸子 | 菅佐千子                        | 岩佐幸子   |
| 調整           |                      |          | 近藤勝之                        |            |
| 効果           |                      |          | PAG                             |            |
| 担当           |                      |          | 小嶋尚志 細谷美樹               |            |
| 配給           |                      |          | ギャガ・コミュニケーションズ    |            |
| プロデューサー |                      |          | 三島良広 池田朋之               |            |
| 制作           | コスモプロモーション | 東北新社 | テレビ東京 コスモプロモーション | 東北新社   |
| 制作協力       |                      |          | テレビハウス                    |            |